# Malcolm D. Lee
Malcolm D. Lee (Queens, New York City, 1970. január 11.–) amerikai rendező, producer és forgatókönyvíró. Olyan vígjátékokat rendezett, mint a Holtunkiglan (1999), Téglatesó (2002), Kavaró korisok (2005), Vad vakáció (2008), A tuti duó (2008), Horrorra akadva 5. (2013), Buli holtunkiglan (2013), Girls Trip (2017) és az Esti iskola (2018).

## Fiatalkora
Malcolm D. Lee 1970. január 11-én született Queensben (New York).
Lee diplomáját a Packer Collegiate Intézményben és a Georgetowni Egyetemen szerezte.
Ő Spike Lee, Joie Lee és Cinqué Lee filmkészítők, valamint David Lee fotográfus unokatestvére.

## Pályafutása
Lee olyan filmeket rendezett, mint a Téglatesó, Holtunkiglan, Kavaró korisok, Vad vakáció, A tuti duó és a Girls Trip. Ő rendezte a Everybody Hates Chris sitcom epizódját is. Filmrendezései közé tartozik a Horrorra akadva filmszéria utolsó része, a Horrorra akadva 5.. 2013-ban a Buli holtunkiglant, a Holtunkiglan című film folytatását rendezte.
2017-ben a Girls Trip című filmet rendezte, Regina Hall, Queen Latifah, Tiffany Haddish és Jada Pinkett Smith főszereplésével. A film pozitív értékeléseket kapott a kritikusoktól és 137 millió dolláros bevételt szerzett világszerte; ezenkívül belföldön több mint 100 millió dollárt termelt.
2018-ban megrendezte az Esti iskola című vígjátékot Kevin Hart és Tiffany Haddish főszereplésével, a film sikeres lett és világszerte több mint 103 millió dolláros bevételt szerzett.

## Filmográfia
| Év   | Film                  | Rendező | Forgatókönyvíró | Producer | Hivatkozás              |
| ---- | --------------------- | ------- | --------------- | -------- | ----------------------- |
| 1999 | Holtunkiglan          | Igen    | Igen            | Nem      |                         |
| 2002 | Téglatesó             | Igen    | Nem             | Nem      |                         |
| 2005 | Kavaró korisok        | Igen    | Nem             | Nem      |                         |
| 2008 | Vad vakáció           | Igen    | Igen            | Vezető   |                         |
| 2008 | A tuti duó            | Igen    | Nem             | Nem      |                         |
| 2013 | Horrorra akadva 5.    | Igen    | Nem             | Nem      |                         |
| 2013 | Buli holtunkiglan     | Igen    | Igen            | Igen     |                         |
| 2016 | Birkanyírás 3.        | Igen    | Nem             | Vezető   |                         |
| 2017 | Csajtúra              | Igen    | Nem             | Igen     | [ 6 ] [ 7 ] [ 8 ] [ 9 ] |
| 2018 | Esti iskola           | Igen    | Nem             | Nem      | [ 10 ]                  |
| 2021 | Space Jam: Új kezdet  | Igen    | Nem             | Nem      | [ 11 ]                  |
| TBA  | The Best Man Wedding  | Igen    | Igen            | Igen     | [ 12 ]                  |
| TBA  | Uptown Saturday Night | Igen    | Nem             | Nem      |                         |